# Le Fantôme de la rue Royale
Le Fantôme de la rue Royale est un roman policier historique de Jean-François Parot publié en 2001.

## Résumé
Dans les sphères du pouvoir, jaloux des succès du jeune commissaire Nicolas Le Floch, on l'écarte sans ménagement pour le contraindre à exécuter des tâches subalternes.
1770. Dans sa première partie, le roman décrit avec précision la catastrophe du grand étouffement de la place Louis XV survenue au cours des festivités organisées par la Ville de Paris pour célébrer le mariage du dauphin de France avec l'archiduchesse d'Autriche. Dans un mouvement de foule, des carrosses sont renversés et plusieurs centaines de spectateurs périssent écrasés. Au milieu des cadavres, une jeune femme, qui serre dans son poing une perle noire, est retrouvée dans des circonstances qui laissent croire à un assassinat habilement camouflé.
En dépit de l'hostilité de ses supérieurs, le lieutenant de police Sartine parvient à rappeler Nicolas Le Floch qu'il charge d'élucider ce mystère aux conséquences politiques insoupçonnées.

## Adaptation pour la télévision
Le roman a été adapté à la télévision en 2009 sur France 2 dans la série Nicolas Le Floch.

## Adaptation en bande dessinée
- Le Fantôme de la rue Royale / scénario Éric Corbeyran d'après Jean-François Parot ; dessins et couleurs de Chaiko. Vanves : Hachette comics, coll. "Robinson", 10/2020, 64 p.  (ISBN 978-2-01-707649-0)